# Neil Lennon
Neil Francis Lennon (født 25. juni 1971 i Lurgan, Nordirland) er en ikke længere aktiv nordirsk fodboldspiller, som i sin aktive karriere spillede for klubber som engelske Leicester City og skotske Celtic.
Han er i dag manager for Hibernian F.C.